# Rainer W. Campmann
Rainer W. Campmann (* 9. November 1944 in Winterberg, Sauerland) ist ein deutscher Schriftsteller.

## Leben
Rainer W. Campmann gehörte von 1963 bis 1967 der Bundesmarine an. Anschließend besuchte er eine Höhere Handelsschule und übte danach diverse Tätigkeiten aus, u. a. als Seemann, Schlosser und Lkw-Fahrer. Seit 1975 ist er freier Schriftsteller. Campmann lebt in Bochum.
Campmann ist Verfasser von Erzählungen, Reportagen und Gedichten. Daneben ist er als Herausgeber von Anthologien hervorgetreten.
Campmann ist Mitglied des Verbandes Deutscher Schriftsteller, des Werkkreises "Literatur der Arbeitswelt" und der Literaturwerkstatt Gelsenkirchen. 1978 erhielt er ein Förderstipendium des Landes Nordrhein-Westfalen.

## Werke
- Totes Inventar, Bochum 1988 (zusammen mit Horst Dieter Gölzenleuchter)
- Brandfelder, Oberhausen 1992
- Nachbarschaftskunde. Roman, Edition Voss im Horlemann Verlag, Leipzig und Berlin 2012, ISBN 978-3-89502-328-6

## Herausgeberschaft
- Schichtarbeit, Frankfurt am Main 1973 (zusammen mit Ulrich Birkner)
- Liebesgeschichten, Frankfurt am Main 1976
- Neue Stories, Frankfurt am Main 1977 (zusammen mit Josef Ippers)
- Schulgeschichten, Frankfurt am Main 1977
- Das Faustpfand, Frankfurt am Main [u. a.] 1978 (zusammen mit Josef Ippers  und Peter Fischer)
- Geschichten aus der Kindheit, Frankfurt am Main 1978 (zusammen mit Tove von Arb)
- Heinrich Kämpchen: Seid einig, seid einig – dann sind wir auch frei, Oberhausen 1984 (herausgegeben zusammen mit Rolf-Peter Carl)
- Sieben Häute hat die Zwiebel, Essen 1984
- Augenblicke der Erinnerung, Oberhausen 1991 (zusammen mit Hugo Ernst Käufer)